# 尤斯蒂斯 (緬因州)
尤斯蒂斯（英語：Eustis）是一個位於美國緬因州富蘭克林縣的市鎮。

## 人口
根據2020年美國人口普查的數據，尤斯蒂斯的面積為107.43平方千米，當中陸地面積為101.35平方千米，而水域面積為6.09平方千米。當地共有人口641人，而人口密度為每平方千米6人。